# Julien Boullery
Julien Joseph Jean Boullery (ur. 4 października 1886 w Couëron, zm. 21 października 1971 w Nantes) – francuski lekkoatleta specjalizujący się w biegach sprinterskich i skoku w dal, olimpijczyk.
Francuz wziął udział w jednej konkurencji podczas V Letnich Igrzysk Olimpijskich w Sztokholmie w 1912 roku. Na dystansie 100 metrów odpadł w fazie eliminacyjnej, gdzie z nieznanym czasem zakończył swój bieg na trzecim miejscu.
Podczas mistrzostw Francji w 1907 zdobył srebrny medal w skoku w dal oraz brąz w skoku w dal z miejsca.

## Rekordy życiowe
- bieg na 100 metrów – 10,8 (1911)